# كريس براتون
كريس براتون (بالإنجليزية: Chris Bratton)‏ هو طبال أمريكي، ولد في 16 يناير 1969.

## روابط خارجية
- كريس براتون على موقع ديسكوغز (الإنجليزية)